# Раэла
Ра́эла (эст. Raela) — деревня в волости Рапла уезда Рапламаа, Эстония. 
До административной реформы местных самоуправлений Эстонии 2017 года входила в состав волости Райккюла. 

## География и описание
Расположена 44 километрах к югу от Таллина и в 4 км к юг-западу от уездного и волостного центра — города Рапла. Высота над уровнем моря — 60 метров. 
Официальный язык — эстонский. Почтовый индекс — 78409.

## Население
По данным переписи населения 2021 года, в Раэла проживали 69 человек, из них 65 (94,2 %) — эстонцы.
Численность населения деревни Раэла по данным переписей населения:
| Год  | 1959 | 1970  | 1979  | 1989 | 2000 | 2011 | 2021 |
| ---- | ---- | ----- | ----- | ---- | ---- | ---- | ---- |
| Чел. | 124  | ↘ 123 | ↘ 100 | ↘ 72 | ↗ 84 | ↗ 96 | ↘ 69 |

## История
В письменных источниках 1216 года упоминается Raigele, 1241 года (Датская поземельная книга) — Raiklæp, 1492 года — Raykull, 1725 года — Rail. 
Деревня упомянута в Хронике Ливонии как место, где каждый год собирались живущие в его окрестностях племена. Мыза Райкюль (нем. Rayküll), возникшая на месте деревни, впервые упомянута в 1469 году. 

### Комментарии
1. ↑  Эстонские топонимы, оканчивающиеся на -а, не склоняются (исключение — Нарва)